# Christian Bergelin
Christian Bergelin, né le 15 avril 1945 à Gray (Haute-Saône) et mort le 26 mars 2008 à Besançon (Doubs), est un homme politique français.

## Biographie
Après son baccalauréat il poursuit des études de droit et obtient sa licence en droit. Ensuite, il entre à l'École nationale des Impôts et commence une carrière d'expertise comptable. Cependant à la suite de la mort de son père dans un accident de la route, il interrompt ses études pour reprendre l'entreprise familiale de transports en 1972. Il devient conseiller municipal de Gray en 1977 et en devient maire de 1995 à 1998. Il est élu député RPR de la première circonscription de la Haute-Saône de 1981 à 2002. En 1986, il est nommé secrétaire d'État à la jeunesse et aux sports dans le gouvernement de Jacques Chirac, poste qu'il occupe jusqu'en 1988. 
En 1989, il devient président du conseil général de la Haute-Saône. Lors des cantonales de 1998, droite et gauche arrivent à égalité en Haute-Saône (16 cantons chacun). Le candidat PRG Marc Roussel est élu pour lui succéder, au bénéfice de l'âge,.
De septembre 2002 à décembre 2002, il est élu sénateur de la Haute-Saône, avant que l'élection ne soit invalidée par le Conseil constitutionnel. Il est battu lors de l'élection partielle qui a suivi au profit d'Yves Krattinger et se retire de la vie politique.
Il meurt le soir du 26 mars 2008 d'une embolie cérébrale à l'âge de 62 ans,,,. Il était père de quatre enfants et grand-père de seize petits-enfants.

## Distinctions
- Chevalier de la Légion d'honneur en janvier 2006

L'avenue de la Gare à Vesoul est rebaptisée avenue Christian-Bergelin. Le bassin nautique de Gray porte son nom.